# Ingeborg Franke
Ingeborg Franke (* 21. Mai 1935 in Engelsdorf als Ingeborg Fischer; † 18. Februar 2023) war eine deutsche Juristin und Vizepräsidentin des Bundesverwaltungsgerichts.

## Leben
Franke kam als Tochter des Journalisten Klaus Fischer und seiner Ehefrau Elsa, geborene Gentzsch, in Engelsdorf bei Leipzig zur Welt. Sie wuchs in Berlin auf, wo sie von 1941 bis 1947 die Volksschule und anschließend bis zum Abitur im Jahre 1955 die Lichterfelder Oberschule für Mädchen besuchte. Danach studierte sie Rechtswissenschaft an der Freien Universität Berlin. Ihre Staatsexamina legte sie 1959 und 1963 ab.
Nach ihrer juristischen Ausbildung schlug sie eine Richterlaufbahn ein, die sie 1964 zunächst beim Landgericht Berlin begann. Sie strebte jedoch von Anfang an eine Tätigkeit in der Verwaltungsgerichtsbarkeit an. Ein Jahr später promovierte sie bei Ernst Heinitz über „Konfliktkommissionen und Erziehung“ zum Doktor der Rechte. 1966 wurde sie als wissenschaftliche Mitarbeiterin an das Bundesverwaltungsgericht abgeordnet. 1967 wurde sie in Berlin zur Verwaltungsgerichtsrätin und 1970 zur Oberverwaltungsgerichtsrätin ernannt.
Sie wurde 1975 zur Richterin am Bundesverwaltungsgericht gewählt. Hier gehörte sie zunächst dem 6. Revisionssenat an, der mit dem öffentlichen Dienstrecht befasst ist. Später saß sie zugleich im ebenfalls für das Dienstrecht zuständigen 2. Revisionssenat. Ab 1979 war sie ausschließlich dessen Mitglied. Von der SPD wurde Franke, die selbst parteilos ist, in die engere Wahl für die Richterstelle von Hans-Justus Rinck am Bundesverfassungsgericht gezogen, die 1986 neu zu besetzen war. Letztendlich entschieden sich die Sozialdemokraten jedoch für Karin Graßhof. Im September 1990 wurde Franke der Vorsitz des für Sozialhilferecht zuständigen 5. Revisionssenats übertragen. Im Mai 1993 kehrte sie in den 2. Revisionssenat zurück, um dort den Vorsitz zu übernehmen. Am 1. Oktober 1993 trat sie zudem als Vizepräsidentin die Nachfolge von Otto Schlichter an. Dieses Amt übte sie bis zu ihrem Eintritt in den Ruhestand am 30. Mai 2000 aus. Aus diesem Anlass wurde sie mit dem Großen Verdienstkreuz ausgezeichnet. 
Franke war jahrelang nichtständige Beisitzerin im Dienstgericht des Bundes. Von 1992 bis 1998 arbeitete sie in der Unabhängigen Kommission für Rechts- und Verwaltungsvereinfachung des Bundes mit. Nachdem sie den Vorsitz des 5. Revisionssenats übernommen hatte, wurde sie in den Hauptausschuss des Deutschen Vereins für öffentliche und private Fürsorge berufen, dem sie bis 1995 angehörte. Sie war seit Juli 2009 Mitherausgeberin des von Walther Fürst begründeten „Gesamtkommentar Öffentliches Dienstrecht“.
Sie war verheiratet und Mutter dreier Kinder.